# Liste der denkmalgeschützten Objekte in Steindorf am Ossiacher See
Die Liste der denkmalgeschützten Objekte in Steindorf am Ossiacher See enthält die 16 denkmalgeschützten, unbeweglichen Objekte der Gemeinde Steindorf am Ossiacher See.

## Denkmäler
| Foto |                 | Denkmal | Standort                                    | Beschreibung | Metadaten |
| ---- | --------------- | --- | ------------------------------------------- | --- | --- |
| ja   | Datei hochladen | Neue kath. Pfarrkirche hl. Josef HERIS-ID: 57979 Objekt-ID: 68361                                             | 10.-Oktober-Straße 5 Standort KG: Steindorf | Die 1929 von Hans Prutscher erbaute Kirche hat einen an die Südwestecke des Langhauses schräg angestellten Turm sowie ein Türmchen mit Zwiebelhelm auf der eingezogenen Rundapsis. Der Hochaltar mit Kreuzaufbau und seitlichen Engeln weist Spätjugendstilornamentik auf. | BDA-Hist.: Q1515662 Status: § 2a Stand der BDA-Liste: 2025-06-30 Name: Neue kath. Pfarrkirche hl. Josef GstNr.: 704/4 Neue Pfarrkirche Heiliger Josef in Bodensdorf                                |
| ja   | Datei hochladen | Aufnahmsgebäude Ossiach-Bodensdorf HERIS-ID: 53477 Objekt-ID: 61445                                           | Bahnhofstraße 5 Standort KG: Steindorf      | Das sechsachsige Bahnhofsgebäude mit Mittelrisalit und aufgesetztem, holzverschaltem Dachgeschoß wurde 1869 errichtet. | BDA-Hist.: Q38057273 Status: Bescheid Stand der BDA-Liste: 2025-06-30 Name: Aufnahmsgebäude Ossiach-Bodensdorf GstNr.: .97/2 Aufnahmsgebäude Bahnhof Ossiach-Bodensdorf                            |
| ja   | Datei hochladen | Kath. Filialkirche hl. Johannes HERIS-ID: 54944 Objekt-ID: 63386                                              | Kirchweg Standort KG: Steindorf             | Die kleine Kirche mit Dachreiter hat einen eingezogenen gotischen Chor. Langhaus und Vorlaube wurden nach einem Brand 1893 erneuert; die Einrichtung stammt aus der zweiten Hälfte des 19. Jahrhunderts. | BDA-Hist.: Q38062948 Status: § 2a Stand der BDA-Liste: 2025-06-30 Name: Kath. Filialkirche hl. Johannes GstNr.: .1 Kath. Filialkirche hl. Johannes, Steindorf am Ossiacher See                     |
| ja   | Datei hochladen | Steinhaus Domenig HERIS-ID: 80953 Objekt-ID: 94710seit 2013                                                   | Uferweg 31 Standort KG: Steindorf           | Das von Günther Domenig aus Beton, Stahl und Glas errichtete Haus ist ein bemerkenswertes Beispiel dekonstruktivistischer Architektur aus asymmetrischen Blöcken und Schichten. | BDA-Hist.: Q38174849 Status: Bescheid Stand der BDA-Liste: 2025-06-30 Name: Steinhaus Domenig GstNr.: 334 Steinhaus Domenig                                                                        |
| ja   | Datei hochladen | Alte kath. Pfarrkirche hl. Josef (in Tratten) und Kirchhof HERIS-ID: 80991 Objekt-ID: 94748                   | Sankt-Josefs-Straße 20 Standort KG: Stiegl  | Die Kirche mit niedrigem eingezogenen kreuzgratgewölbten polygonalen Chor wurde im 17. Jahrhundert errichtet; 1738/39 wurde an die südliche Hälfte der Westfassade ein Turm mit Zwiebelhelm angebaut. Der barocke Hochaltar ist ein Säulenaltar aus dem 17. Jahrhundert; die Seitenaltäre und die Kanzel stammen von etwa von 1700. | BDA-Hist.: Q1412750 Status: § 2a Stand der BDA-Liste: 2025-06-30 Name: Alte kath. Pfarrkirche hl. Josef (in Tratten) und Kirchhof GstNr.: 678 Alte Pfarrkirche Heiliger Josef in Bodensdorf        |
| ja   | Datei hochladen | Evang. Pfarrkirche A.B. HERIS-ID: 80980 Objekt-ID: 94737                                                      | Tschöraner Weg Standort KG: Stiegl          | Die evangelische Kirche in Tschöran ist eine 1803 erbaute Saalkirche mit einem geschwungenen eingezogenen Chor. Der Turm ist dem Gebäude im Westen angegliedert und im Erdgeschoß an drei Seiten vorhallenähnlich geöffnet. Er besitzt Biforenschallfenster und einen Spitzgiebelhelm. Der Innenraum der Kirche ist von einer Flachdecke bedeckt, deren Stuckrippen noch aus der Erbauungszeit stammen. Die zweiseitige, gewinkelte Holzempore ist längs der nördlichen Langhauswand vorgezogen und ruht auf hölzernen Balustersäulen. Der Innenraumabschluss im Osten ist rund ausgeführt und wird von dem aus dem Jahr 1780 stammenden Kanzelaltar dominiert. In den Brüstungsfeldern der Kanzel befinden sich gemalte Darstellungen des Salvator Mundi und der vier Evangelisten. Der Schalldeckel wird von einem Agnus Dei gekrönt. | BDA-Hist.: Q14545686 Status: § 2a Stand der BDA-Liste: 2025-06-30 Name: Evang. Pfarrkirche A.B. GstNr.: 25 Evangelische Kirche in Tschöran                                                         |
| ja   | Datei hochladen | Kapelle Hl. Grab HERIS-ID: 80988 Objekt-ID: 94745                                                             | Tiffen Standort KG: Tiffen                  | Die Heilig-Grab-Kapelle ist ein einfacher, kleiner Bau aus dem 19. Jahrhundert. | BDA-Hist.: Q38174935 Status: § 2a Stand der BDA-Liste: 2025-06-30 Name: Kapelle Hl. Grab GstNr.: 221                                                                                               |
| ja   | Datei hochladen | Wegkapelle hl. Georg HERIS-ID: 80990 Objekt-ID: 94747                                                         | Tiffen Standort KG: Tiffen                  | | BDA-Hist.: Q38174945 Status: § 2a Stand der BDA-Liste: 2025-06-30 Name: Wegkapelle hl. Georg GstNr.: 202 Wegkapelle hl. Georg in Tiffen, Steindorf am Ossiacher See                                |
| ja   | Datei hochladen | Ehem. Wehranlage HERIS-ID: 80976 Objekt-ID: 94733                                                             | Tiffen Standort KG: Tiffen                  | Der Wehranlagenkomplex umgibt die dem Heiligen Jakobus dem Älteren geweihte Pfarrkirche, welche als Wehrkirche ausgeführt war. Auf dem Kegel südwestlich der Kirche ist noch ein teilweise abgetragener Rundturm erhalten, der Scharten trägt. Vom Turm ziehen Mauern nach Norden und Osten, jedoch ohne Wehreinrichtung. Von der Kirchhofmauer ist nur der nördliche Teil erhalten. Hier im Norden der Kirche befand sich in der Vergangenheit der Zugang zur Kirche wie zum alten Pfarrhof. Kirchhofmauer und alter Pfarrhof bildeten einen Zwinger, der an beiden Seiten durch Tore verschließbar war und der sich vom Niveau unterhalb des Kirchhofes befindet. Vom Osttor ist der Bogen erhalten. Das Westtor war als Torturm erbaut. Von hier führte eine überdachte Freitreppe (mit seitlichen Kreuzwegbildern vermutlich aus dem 18. Jahrhundert) zum Kirchhof, der durch eine flachbogige, früher durch einen Riegelbalken versperrbare, Tür abgeschlossen war. Im Norden des Kirchhofes befindet sich ein Felsabsturz, der durch einen Mauerzug bekrönt und mit einem Dreiviertelrundturm mit Schießscharten befestigt ist. Westlich davon steht ein Rundturm, der Teil einer Toranlage mit Vorburg war. | BDA-Hist.: Q38174896 Status: § 2a Stand der BDA-Liste: 2025-06-30 Name: Ehem. Wehranlage GstNr.: 205/1, 205/2, 721 Wehranlage Tiffen                                                               |
| ja   | Datei hochladen | Burgruine Tevinia und Befestigungsanlagen HERIS-ID: 80958 Objekt-ID: 94715                                    | Tiffen Standort KG: Tiffen                  | 2002/2003 konnten hier archäologisch die Grundmauern der historisch bedeutenden hochmittelalterlichen Burg nachgewiesen werden. | BDA-Hist.: Q38174858 Status: § 2a Stand der BDA-Liste: 2025-06-30 Name: Burgruine Tevinia und Befestigungsanlagen GstNr.: 207, 208, 193 Burgruine Tevinia                                          |
| ja   | Datei hochladen | Bildstock HERIS-ID: 57980 Objekt-ID: 68362                                                                    | Tiffen Standort KG: Tiffen                  | Das sogenannte Tiffner Kreuz ist ein spätgotischer Nischenbildstock vom Ende des 15. Jahrhunderts. Auf dem 5-eckigem Schaft sitzt der Tabernakel mit Spitzbogennischen mit Eselsrücken auf. Das mit Steinplatten bedeckte Dach wird von einem Kugelknauf mit Kreuz überhöht. | BDA-Hist.: Q38079778 Status: § 2a Stand der BDA-Liste: 2025-06-30 Name: Bildstock GstNr.: 722/1 |
| ja   | Datei hochladen | Ansitz Weinwirth HERIS-ID: 46489 Objekt-ID: 48556                                                             | Tiffen 16 Standort KG: Tiffen               | Unter Verwendung eines Baukerns aus dem 15. Jahrhundert als repräsentativer Sitz des Amtmannes der Grundherrschaft Tiffen im 16. Jahrhundert errichtet und im Barock modifiziert. Urkundlich 1434 erstmals erwähnt. 1560 durch Leonhard von Keutschach an Bartlmä Khevenhüller verkauft, 1662 an die Grafen Lodron. Seit 1765 in Familienbesitz. Zweigeschoßiger Bau über winkelförmigem Grundriss. In nördlicher Hoffassade des Süd-Traktes im Erdgeschoß offener, im Obergeschoß nachträglich vermauerter Arkadengang 16. Jahrhundert. Dekorsysteme des 16. – 18. Jahrhunderts nachweisbar. An SW-Ecke zwei Sonnenuhren, bezeichnet 15.. aufgemalt. Im Inneren Bauzustand der Spätgotik mit Modifizierungen des 17. Jahrhunderts nahezu unverändert. Im Obergeschoß frühbarockes überputztes Steinportal 17. Jahrhundert und Raum mit frühbarocker floraler Stuckdekoration über gotischem Kreuzgratgewölbe. In SO-Ecke Kellerraum mit mächtigem Tonnengewölbe mit tiefen Stichkappen 15. Jahrhundert. | BDA-Hist.: Q38021994 Status: Bescheid Stand der BDA-Liste: 2025-06-30 Name: Ansitz Weinwirth GstNr.: .1 Ansitz Weinwirth, Tiffen                                                                   |
| ja   | Datei hochladen | Kath. Filialkirche hl. Margareta HERIS-ID: 57981 Objekt-ID: 68363                                             | bei Tiffen 22 Standort KG: Tiffen           | Am Ostrand des Ortes gelegen. Urkundlich erstmals 1499 erwähnt. Kleiner romanischer Bau mit eingezogener Rundapsis, östlicher Dachreiter mit Pyramidendach. Vorlaube mit Obergeschoß, Emporenaufgang. Langhaus und Chor mit Steinplattln gedeckt. Rundbogiges West-Portal, eisenbeschlagene Tür. An der südlichen Außenwand zeigen zum Teil aufgedeckte Wandmalereireste die hl. Margarethe mit Drachen und die hl. Katharina mit Rad. | BDA-Hist.: Q24040249 Status: § 2a Stand der BDA-Liste: 2025-06-30 Name: Kath. Filialkirche hl. Margareta GstNr.: .7 Filialkirche hl. Margareta, Tiffen (Steindorf am Ossiacher See)                |
| ja   | Datei hochladen | Kath. Pfarrkirche hl. Jakobus d. Ä. HERIS-ID: 54983 Objekt-ID: 63446                                          | Tiffen 29 Standort KG: Tiffen               | Die Kirche hat romanische Langhausmauern aus dem 11. Jahrhundert und einen quadratischen dreigeschoßigen Ostturm aus dem 12. Jahrhundert. In der zweiten Hälfte des 15. Jahrhunderts erfolgte der Umbau zu einer zweischiffigen spätgotischen Hallenkirche mit netzrippengewölbtem Langhaus. Der Chor wurde 1758 errichtet. | BDA-Hist.: Q1726624 Status: § 2a Stand der BDA-Liste: 2025-06-30 Name: Kath. Pfarrkirche hl. Jakobus d. Ä. GstNr.: .47 Pfarrkirche Heiliger Jakobus der Ältere (Tiffen)                            |
| ja   | Datei hochladen | Pfarrhof HERIS-ID: 80971 Objekt-ID: 94728                                                                     | Tiffen 29 Standort KG: Tiffen               | Der ehemalige Pfarrhof befindet sich nördlich und außerhalb des Kirchhofs und ist über den Abhang vorgeschoben. Das Gebäude ist im Kern mittelalterlich und war ursprünglich von der Kirche durch eine hohe Mauer getrennt. Es bildete die nördliche Begrenzung des Zwingers. Die heutige Anlage ist hakenförmig. | BDA-Hist.: Q38174867 Status: § 2a Stand der BDA-Liste: 2025-06-30 Name: Pfarrhof GstNr.: .49 Ehemaliger Pfarrhof Tiffen, Steindorf am Ossiacher See                                                |
| ja   | Datei hochladen | Ehem. Schloss Gschlosser (Gschlosser Hube) mit Kastengebäude und Speicherbau HERIS-ID: 46937 Objekt-ID: 49329 | Tiffen 30 Standort KG: Tiffen               | Das ehemalige Schloss, ein zwei- bis dreigeschoßiger Bruchsteinbau mit gewölbten Räumen aus dem 15./16. Jahrhundert, wurde 1620 als repräsentativer Renaissancebau umgestaltet. Das benachbarte zweigeschoßige Kastengebäude und ein zweigeschoßiger Speicher stammen aus dem 15./16. Jahrhundert. | BDA-Hist.: Q1552461 Status: Bescheid Stand der BDA-Liste: 2025-06-30 Name: Ehem. Schloss Gschlosser (Gschlosser Hube) mit Kastengebäude und Speicherbau GstNr.: .50, .51, .53/1 Gschlosser, Tiffen |